# Палеарктичка зона
Палеоарктичка зона (или палаеарктичка зона) на пољу биогеографије означава „стара копнена подручја” Европе, северне Африке до јужног руба Сахаре и Азије (на југу до Хималаја — без Индијског потконтинента и Арабијског полуострва) и припадајућа острва.
Палеарктичка зона настала је у палеогену, када су се на том подручју развијале нове формације биљака и животиња. Заједно са неарктичком зоном (Северна Америка, северни Мексико и Гренланд) чини холарктичку регију на северној полулопти.